# Liste der Monuments historiques in Noidant-le-Rocheux
Die Liste der Monuments historiques in Noidant-le-Rocheux führt die Monuments historiques in der französischen Gemeinde Noidant-le-Rocheux auf.

## Liste der Immobilien
| Bezeichnung       | Beschreibung            | Standort                 | Kennzeichnung | Schutzstatus | Datum | Bild           |
| ----------------- | ----------------------- | ------------------------ | ------------- | ------------ | ----- | -------------- |
| Kirche St-Vallier | aus dem 15. Jahrhundert | Place de l’Église (Lage) | PA00079163    | Inscrit      | 1929  | weitere Bilder |